# Matti Langer
Matti Langer (* 27. Februar 1990 in Erfurt) ist ein ehemaliger deutscher Fußballspieler. 

## Karriere
Langer kam 2000 von der TSG Stotternheim zum FC Rot-Weiß Erfurt. Bis 2009 spielte er in den Jugendmannschaften. Ab der Saison 2008/09 wurde er in der zweiten Mannschaft eingesetzt. 2009 kam er außerdem zu einem Einsatz in der Dritten Liga. 2011 ging er zu Wacker 90 Nordhausen in die Verbandsliga Thüringen. 2012 gelang ihm dort der Aufstieg in die NOFV-Oberliga (Staffel Süd) und im Jahr 2013 der Durchmarsch in die Regionalliga Nordost.
Im Sommer 2016 wechselte Langer in die zweite Mannschaft des SC Freiburg, mit der er als Oberligameister in die Regionalliga Südwest aufstieg. Im Sommer 2017 verpflichtete ihn der Zweitligist SpVgg Greuther Fürth. Dort spielte er vorrangig in der Regionalliga-Mannschaft. In der 2. Bundesliga absolvierte Matti Langer ein Spiel. Nachdem er am Ende der Saison 2017/18 die SpVgg Greuther Fürth verlassen hatte, gab der Chemnitzer FC die Verpflichtung von Matti Langer bekannt. Im Juli 2020 unterschrieb er einen Dreijahresvertrag beim FC Carl Zeiss Jena. Nachdem ihm Trainer Andreas Patz kurz vor Ende der Saison 2021/22 mitgeteilt hatte, dass er nicht mit ihm in der kommenden Saison planen würde, wurde Langer infolge einer verbalen Auseinandersetzung bis zu seinem Vertragsende im Sommer 2023 suspendiert.